# Abelines Gaard
Abelines Gaard er en fredet strandfogedgård, en firlænget gård, i Haurvig nogle få kilometer syd for Hvide Sande på Holmsland Klit, tangen mellem Vesterhavet og Ringkøbing Fjord.
Gården blev i midten af 1970'erne indrettet som hjemstavnsmuseum for Holmsland Klit og indgår i fusionsmuseet Ringkøbing-Skjern Museum.
Museet har navn efter Abeline Christensen (1870-1957), hvis svigerforældre 1854-71 opførte gården som er i typisk vestjysk byggestil.
Hun overtog med sin mand gården i 1890, og allerede 1904 blev hun enke med fem børn i alderen fra 6–13 år. Abeline drev i begyndelsen gården videre med fremmed hjælp og senere med fire af børnene til sin død i 1957.
Udover at drive gården bestyrede Abeline Haurvig Telefoncentral, ligesom hvervet som strandfoged var knyttet til gården. Hun havde også indlogerende sommergæster blandt andet maleren Carl Trier Aagaard og hans familie gennem flere år.
Umiddelbart på den anden side af landevejen ud mod havet ligger den ligeledes fredede Haurvig Redningsstation, en kystredningsstation som blev nedlagt 1932, og som Abeline købte for at ungdommen kunne få en svingom til grammofon og harmonika − indtil overtrædelse af hendes alkoholforbud blev for åbenlys.
Abelines Gaard blev i 1996 tildelt den europæiske bygningsbevaringspris Europa Nostra-prisen.